# Parafia św. Michała Archanioła w Szklarach
Parafia świętego Michała Archanioła w Szklarach – parafia rzymskokatolicka, znajdująca się w diecezji opolskiej, w dekanacie Otmuchów.